# 菜公豐谷宮
左營菜公豐谷宮，是臺灣高雄市左營區菜公的廟宇，主奉神農大帝，配祀中壇元帥、觀音佛祖、福德正神、虎爺。

## 歷史沿革
日治昭和8年（公元1933年；民國22年），左營菜公庄有7戶人家，當時傴供奉土地公、土地婆及土地子等3尊神聖，由每年爐主請回家中供奉，因無固定廟宇，至民國32年（公元1943年）增奉神農大帝，並徵眾信眾同意，固定奉祀於吳天寶長老家中，另於民國33年（公元1944年）大家出錢，由吳天寶長老捐地搭肩一座簡易廟宇，始為菜公豐谷宮，迄今香火鼎盛，同時也是鳳邑舊城城隍廟興隆外里13角頭公廟之一。

## 祀神
神農大帝、觀音佛祖、福德正神、中壇元帥、虎爺

## 外部連結
https://www.facebook.com/profile.php?id=100091843503991&mibextid=ZbWKwL 菜公豐谷宮Facebook
https://youtube.com/@user-um1ip8kz3f?si=seAN4_gUEkXMFnRb 菜公豐谷宮youtube